# ميشيل فان
ميشيل فـان (بالإنجليزية: Michelle Phan)‏ هي يوتيوبية أمريكية، ولدت في 11 أبريل 1987 في بوسطن في الولايات المتحدة.

## وصلات خارجية
- الموقع الرسمي